# IC 4294
IC 4294 је спирална галаксија у сазвјежђу Хидра која се налази на листи објеката дубоког неба у Индекс каталогу.
Деклинација објекта је - 28° 46' 53" а ректасцензија 13h 36m 31,1s. Привидна величина (магнитуда) објекта IC 4294 износи 14,8 а фотографска магнитуда 15,6. IC 4294 је још познат и под ознакама ESO 444-79, PGC 48031.